# Rockvale Township
Die Rockvale Township ist eine von 24 Townships im Ogle County im Norden des US-amerikanischen Bundesstaates Illinois.

## Geografie
Die Rockvale Township liegt im Norden von Illinois beiderseits des Rock River rund 150 km westlich von Chicago. Die Grenze zu Wisconsin liegt rund 55 km nördlich; der Mississippi, der die Grenze zu Iowa bildet, befindet sich rund 85 km westlich.
Die Rockvale Township liegt auf 42°04′16″ nördlicher Breite und 89°20′15″ westlicher Länge und erstreckt sich über 93 km², die sich auf 93 km² Land- und 3 km² Wasserfläche verteilen. 
Die Rockvale Township liegt im Zentrum des Ogle County und grenzt im Nordwesten an die Leaf River Township, im Nordosten an die Byron Township, im Osten an die Marion Township, im Südosten an die Pine Rock Township, im Süden an die Oregon-Nashua Township, im Südwesten an die Pine Creek Township und im Westen an die Mount Morris Township.

## Verkehr
Durch die Rockvale Township führt die entlang des rechten Ufers des Rock River verlaufende Illinois State Route 2. Alle weiteren Straßen sind County Highways sowie weiter untergeordnete und zum Teil unbefestigte Fahrwege.
Der Ogle County Airport befindet sich am südwestlichen Rand der Township; der nächstgelegene größere Flughafen ist der rund 30 km nordöstlich gelegene Chicago Rockford International Airport am südlichen Stadtrand von Rockford.

## Bevölkerung
Bei der Volkszählung im Jahr 2010 hatte die Township 1770 Einwohner. In der Rockvale Township existieren keine Siedlungen; die Bevölkerung lebt verstreut über das gesamte Gebiet der Township.